# Grotta di Leang Tedongnge
La grotta di Leang Tedongnge (in buginese ᨒᨙᨕ ᨈᨙᨉᨚᨂᨙ, traslitterato in Léang Tédongngé, ossia, letteralmente, "grotta del bisonte") è una grotta calcarea in una gola carsica piuttosto isolata situata nell'isola di Sulawesi, in Indonesia. Situata in particolare nel territorio della reggenza delle Isole Pangkajene, in una valle allagata per la maggior parte dell'anno, questa grotta è nota alla popolazione locale sin dall'antichità ma è divenuta nota agli speleologi e al mondo scientifico solo nel 2017.

## Ritrovamenti
Nel corso di sondaggi condotti nel 2017 da un team di ricerca australiano e dalle autorità indonesiane, il dottorando Basran Burhan si imbatté nella raffigurazione di quello che sembra essere un cinghiale violaceo, molto probabilmente un esemplare della specie Sus celebensis. Dopo diverse analisi realizzate a partire dalla fine del 2019, nel 2021 è stato comunicato che l'età del dipinto rupestre potrebbe essere di almeno 45 500 anni, il che lo farebbe risalire al Tarantiano (o Pleistocene superiore), rendendolo il più antico esempio a noi noto di arte figurativa (ossia rappresentate oggetti del mondo reale piuttosto che semplici modelli e disegni astratti) creato dall'uomo.
Anche se il dipinto risulta oggi essere il più antico nel suo genere, gli autori del nuovo studio pubblicato su Science Advances che lo hanno datato e descritto hanno sottolineato che non hanno motivo di sospettare che esso sia l'unico presente in zona.
Negli ultimi anni, infatti, le grotte carsiche calcaree del Sulawesi sono diventate famose per l'abbondanza di arte preistorica ed è stato scoperto che centinaia di grotte e rifugi nella regione contengono immagini, che vanno dalle impronte di mani ai disegni di animali, che forniscono uno sguardo intimo nel mondo del passato preistorico dell'umanità. Gli animali erano soggetti popolari per i pittori del Pleistocene, che usavano le pennellate e le dita per raffigurarli in tonalità rosse e viola. Il cinghiale dalle verruche di Celebes (Sus celebensis), endemico del Sulawesi e presente ancora oggi sull'isola, che è stato identificato dalle sue distintive creste appuntite e dalle verruche del muso, appare in oltre l'80% delle rappresentazioni di arte animale rinvenute nella provincia del Sulawesi Meridionale. Secondo quanto scritto dagli autori dell'articolo, il Sus celebensis è stato la specie di grandi prede più comunemente cacciata nell'area per decine di migliaia di anni.
Il dipinto del cinghiale, realizzato con ocra polverizzata e mescolata con acqua, delle dimensioni di 136 × 54 cm e quasi interamente conservato, appare su una sporgenza presente nella parete di fondo della grotta Leang Tedongnge ed è associato a un paio di impronte di mano (realizzate come negativo della mano), situate alla sua sinistra, mentre molte altre figure di maiale incomplete e in diversi stati di conservazione appaiono nelle vicinanze. Se fossero stati dipinti tutti nello stesso tempo, cosa che non è ancora nota, la pittura potrebbe anche rappresentare un episodio di scontro o accoppiamento dei cinghiali.
La datazione della pittura è stata effettuata attraverso la datazione uranio-torio con la quale è stata stimata l'età dei depositi di calcite lasciati sul dipinto dall'acqua filtrata, nel corso dei millenni, dalla pareti della grotta. Poiché i dipinti dovevano essere sulla parete prima che i minerali potessero formarvisi sopra, il metodo fornisce quindi un'età minima per le opere sottostanti. La stima dell'età del dipinto ha comunque sollevato un piccolo dibattito scientifico,. poiché antropologi e archeologi hanno sempre ritenuto, perlomeno fino alla comunicazione della suddetta datazione, che i primi esempi di arte figurativa fossero stati realizzati da popolazioni europee, con i più antichi di essi scoperti nella grotta di El Castillo, in Spagna, e nella grotta Chauvet, in Francia, ritraenti leoni e mammut e risalenti forse a 30 000 - 40 000 anni fa.
Non è noto se gli esseri umani moderni, ossia gli Homo sapiens, gli unici esseri viventi ritenuti capaci di produrre arte figurativa (contrariamente, ad esempio, agli uomini di Neanderthal, di cui si conoscono pitture costituite solo da punti, linee e impronte di mano) vivessero in Indonesia 45 000 anni fa, quando qualcuno nel Pleistocene decise di disegnare il suddetto cinghiale su una parete della caverna. Alcuni manufatti in pietra rinvenuti nel Sulawesi risalgono a 194 000 - 118 000 anni fa, ma gli scienziati pensano che siano stati realizzati da alcune specie estinte di antichi ominidi. Prove recenti, compresi alcuni denti fossili, suggeriscono che alcuni esseri umani moderni potrebbero aver vissuto in Asia da 80 000 a 120 000 anni fa, ma non sono mai state trovate prove per dire se abitassero Wallacea, ossia l'area biogeografica con cui si identifica un gruppo di isole principalmente indonesiane (tra cui Sulawesi, la più vasta di tutte, Lombok, Sumbawa, Flores, Sumba e altre) separate da stretti di acque profonde dalle piattaforme continentali asiatica e australiana.
Per risalire all'identità del pittore, forse autore anche delle impronte che si vedono sul lato sinistro del cinghiale, gli scienziati sperano di riuscire a estrarre campioni di DNA dall'eventuale saliva fossilizzata presente nei pigmenti con cui sono state realizzate proprio quelle impronte; per realizzarle, infatti, si presume che gli artisti abbiano dovuto mettere le mani sulla superficie e poi sputarvi sopra del pigmento.